# Foligno Calcio
Foligno Calcio is een Italiaanse voetbalclub uit Foligno. Ze speelt in de Promozione.